# Climax (film)
Climax är en fransk dramafilm från 2018 i regi av Gaspar Noé. Den handlar om en modern dansgrupp som har en fest inför en turné. Efter ett tag märker de att de har blivit drogade och skräckscener börjar utspela sig.

## Medverkande
- Sofia Boutella
- Romain Guillermic
- Souheila Yacoub
- Kiddy Smile
- Claude Gajan Maull
- Giselle Palmer
- Taylor Kastle
- Thea Carla Schott
- Sharleen Temple
- Lea Vlamos
- Alaia Alsafir
- Kendall Mugler
- Lakdhar Dridi
- Adrien, Sissoko
- Mamadou Bathily
- Alou Sidibe
- Ashley Biscette
- Vince Galliot Cumant

## Visningar
Filmen hade premiär vid filmfestivalen i Cannes 2018 där den visades i Quinzaine des réalisateurs den 13 maj. Den franska biopremiären är satt till 19 september 2018.

## Mottagande
Variety skrev från Cannes: "Som filmskapare är Noé nu en ondskeknarkare: Han fortsätter att sträcka sig, genom alltmer avtrubbade toleransnivåer, efter ett starkare rus, och han har ingen aning om när han kommer krascha. Ändå fungerar Climax, åtminstone när den är villig att vara ett mänskligt drama. Men sedan sjunker det in att man tittar på Fame som om det var berättat av Markis de Sade med en Steadicam."